# Artiom Nowikow
Artiom Eduardowicz Nowikow (ur. 13 stycznia 1987) – polityk kirgiski narodowości rosyjskiej. Jako pierwszy wicepremier Kirgistanu przejął 15 listopada 2020 obowiązki szefa rządu po zawieszeniu w obowiązkach Sadyra Dżaparowa w związku z ogłoszonymi na styczeń 2021 wyborami prezydenckimi.